# Marian Cozma
Marian Cozma (ur. 8 września 1982 w Bukareszcie, zm. 8 lutego 2009 w Veszprémie) – rumuński piłkarz ręczny, reprezentant kraju, występował na pozycji obrotowego.
8 lutego 2009 r. został zamordowany w węgierskim Veszprém. Zginął od ciosów zadanych nożem, w pobliżu nocnego klubu. Wśród zaatakowanych byli także inni zawodnicy klubu MVM Veszprém KC – Chorwat Ivan Pesić i Serb Žarko Šešum, którzy także zostali ranni.
13 lutego 2009 r. odbył się jego pogrzeb w Rumunii, gdzie został pożegnany przez tysiące kibiców.

## Kariera
Ojciec Mariana – Petre – był również graczem piłki ręcznej. To on wprowadził syna w świat sportu. W bardzo udanym sezonie dla Dynama Bukareszt (2002/2003) Marian grał już w głównym składzie. Z zespołem tym wywalczył także Mistrzostwo Rumunii (sezon 2004/2005).
W 2006 Cozma występował już w składzie węgierskiego MVM Veszprém KC. Z tym zespołem brał udział w rozgrywkach Pucharu Europejskiej Federacji Piłki Ręcznej (EHF CUP) strzelając 17 bramek w sezonie 2006/2007. W 2008 wywalczył Mistrzostwo Węgier. W tym samym roku wywalczył z kolegami z drużyny Puchar Zdobywców Pucharów (Cup Winners Cup). Po tym wielkim sukcesie zainteresowanie zawodnikiem wykazywały hiszpańskie kluby, w tym FC Barcelona.

## Sukcesy
- 2005: mistrzostwo Rumunii
- 2008: mistrzostwo Węgier
- 2007: puchar Węgier
- 2008: Puchar Zdobywców Pucharów